# زمین‌لرزه ۲۰۲۰ دریای اژه
زمین‌لرزهٔ ۲۰۲۰ دریای اژه (انگلیسی: 2020 Aegean Sea earthquake) در ۳۰ اکتبر ۲۰۲۰ با بزرگی ۶/۸ در ۱۴ کیلومتری شمال‌شرقی جزیرهٔ ساموس یونان رخ داد. این زمین‌لرزه منجر به تخریب در ساموس یونان و نیز ازمیر ترکیه شده‌است و دست‌کم ۲۰ کشته و ۷۸۶ زخمی به بار آورده‌است. برخی منابع قدرت آن را ۷ ریشتر و ۶/۶ ریشتر اعلام کردند

## علت زمین‌لرزه
این زمین لرزه در نتیجهٔ لغزش عادی گسلش در عمق کم پوسته در صفحهٔ تکتونیکی اوراسیا در دریای اژهٔ شرقی، حدود ۲۵۰ کیلومتری شمال نزدیک‌ترین مرز صفحهٔ اصلی رخ داده‌است، جایی که صفحهٔ آفریقا با سرعت تقریبی ۱۰ میلی‌متر در سال به سمت شمال، جایی که صفحهٔ اوراسیا واقع شده، حرکت می‌کند. بنابراین، این زمین‌لرزه به دلیل موقعیتی که دارد یک رویداد درون بشقابی محسوب می‌شود. به دنبال زمین‌لرزه، ترکیه تحت تأثیر ۱۱۴ پس‌لرزه قرار گرفت.

## سونامی

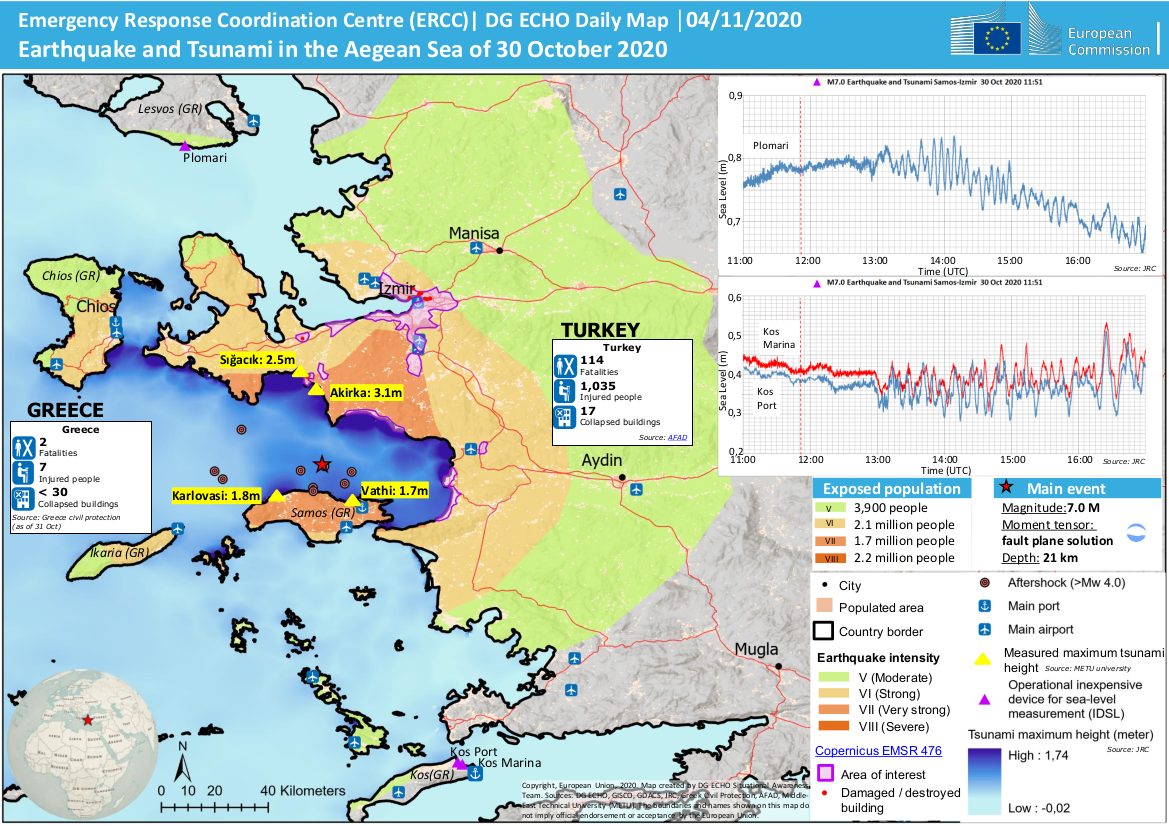
سونامی دریای اژه

چندین پست در شبکه‌های اجتماعی نشان می‌دهد که آب در خیابان‌ها و بنادر منطقه پس از زمین‌لرزه همراه با هشدارهای سونامی برای جزایر ایکاریا، کُس، خیوس و ساموس هجوم می‌آورد. سفری‌حصار از جمله مکان‌هایی است که توسط سونامی مورد اصابت قرار گرفته و باعث کشته شدن یک نفر شده‌است.

## خسارات
در ابتدا، سلیمان سویلو، وزیر کشور ترکیه اظهار داشت که حداقل ۶ ساختمان در ازمیر تخریب شده‌است، اما تونچ سویر، شهردار این شهر، تعداد ساختمان‌های تخریب شده را به ۲۰ ساختمان اعلام کرده‌است. مقامات یونانی از ساموس اظهار داشتند که اگرچه ساختمان‌ها در سراسر جزیره آسیب دیدند، اما بدترین وضعیت در کارلووازی بود، جایی که یک کلیسای بزرگ تا حدی فرو ریخته بود. از زمان زمین‌لرزهٔ سال ۲۰۱۷ دریای اژه نخستین‌بار است که در یونان مرگ‌های ناشی از زمین‌لرزه رخ می‌دهد. ساختمان‌های زیادی در مناطق بیرق‌لی (Bayraklı) و بورنوا (Bornova) ازمیر فرو ریخت.

## واکنش‌های بین‌المللی
جمهوری آذربایجان،  فرانسه، و  اسرائیل و به دنبال آن  ناتو و  اتحادیه اروپا حمایت خود را از کشورهای آسیب‌دیده ابراز کردند.

## محل زلزله
محل زلزله در بلغارستان و ترکیه و یونان بوده .
بیشترین شدت زمین لرزه : ازمیر و ساموس یونان
کمترین شدت زمین لرزه : جنوبی ترین محل بلغارستان
دورترین منطقه زلزله: مقدونیه و مقدونیه شمالی ( شدت بسیار کم 0.20 ریشتر و مقدونیه شمالی 0.02 ریشتر )
نزدیک ترین منطقه زلزله : یونان سمت شرق و ترکیه سمت جنوب غربی
برای دیدن محل دقیق زلزله بر روی این اینجا کلیک فرمایید.